# 刘进中
刘进中（1901年10月—1995年1月25日），本名张金增，曾用名：张放、陈培笙、陈培生、于生。后改名刘进中。笔名方文。出生于宝坻县（今属天津）黄庄镇一户大地主家庭。中国共产党早期党员、革命家。1930年代初佐尔格在中国组网时的主要助手。 

## 生平
1918年考入天津南开中学。认为“金增”这个名字充满铜臭味。“感到原名字不好，读书救国思想使他改名为张放，表示读书的目的是为着国家解放。”1922年毕业前夕，身为学生会主席的张放因领导学生运动，校长张伯苓迫于北洋当局的压力，宣布开除其学籍。1923年夏，张放进入燕京大学政治系就学。
亲历“三一八惨案”。张放加入中国国民党。以有病为由向燕大校长司徒雷登请长假，秘密南下武汉。与其他燕大左派同学先后进入了陈铭枢的国民革命军第十一军政治部工作。张放在组织股任股员。深受政治部副主任、党员王海萍的影响。张放读到了布哈林的《共产主义ABC》一书，完全认同了中共的政治理念。1927年，国民党清党后，在武汉的燕大左派同学，也产生了分化，走上各自不同的道路。张放、于成泽回到北京1927年7月，经北京市委书记李渤海介绍张放入党。李渤海安排张放到北大教授高仁山和陈翰笙、顾淑型夫妇联合创办的北京艺文中学任教，同事还有肖炳实、刘思慕。1927年9月28日，校长高仁山被张作霖逮捕枪杀于北京天桥，艺文中学被大搜捕。张放回忆：

　　正当我午睡时，几个彪形大汉闯进来，不由分说就翻箱倒柜的寻找起来。我与他们虚与委蛇中，主动拿出老同学北伐时的来信给他们看，并告他们我家是大地主，我在基督教会办的燕大上学，刚来学校不久，不了解学校情况，由于校长司徒雷登认为我是虔诚的教徒，明年将保送我去美国深造等鬼话，骗过他们，使他们感到我不像一个革命分子，遂结束搜查而离去。

张放找不到单线上级李渤海，只好去老家避风。几个月后返回燕大，经司徒雷登许可，入政治系三年级复学，并在燕大支部接上了组织关系。后任燕大支部书记。1928年燕大毕业前夕，听说当局即将抓捕他，连夜南下到了上海。由于出逃时没有转组织关系，又因为其入党介绍人李渤海叛变自首，董秋斯告诉张放先加入外围组织中国社会科学家联盟，在革命工作中接受考验。张放读了日本学者河上肇的《马克思主义经济学的基础理论》和《资本论入门》，认为自己建立了完整的世界观。1930年第二国际（社会主义工人国际）总书记埃米尔·王德威尔德应中国国民党中央党部邀请访华、演讲。张放被组织上安排在王德威尔德演讲后发言批驳。这一事件使其通过了党组织考验，中共与佐尔格的情报网都向张放发出邀请。经中共代表潘汉年当面批准，1930年进入共产国际远东情报局佐尔格小组。1930年秋冬时节，张放在上海替史沫特莱翻译新闻稿，她直言不讳地批评张放，说他英文水平太差，并毫不客气地质问道：你在大学读书时，为什么不把英文学好？张放坦白地承认，他不止是英文不好，其他学科也不怎么样，精力都放在搞学生运动上去了。
1932年底佐尔格因营救牛兰夫妇暴露而回苏联。1933年到1935年，张放夫妇和于毅夫夫妇在北京作秘密工作。1936年初，奉共产国际指令，张放与其妻张露思（又名张鲁丝）携带子女从上海乘船到海参威，换乘火车经西伯利亚到莫斯科。1936年夏，受共产国际和苏联红军情报部派遣，改名为陈培笙（陈培生），全家从莫斯科经塔什干、阿拉木图进入塔城，然后到迪化，任新疆边防督办公署边务处第二副处长（处长盛世才兼任，第一副处长由卫队团副团长武佐军兼），妻子在边务处总电台工作，长子陈印在苏联共产国际儿童保育院时和左尔格的儿子结成一生的密友。虽然名义上盛世才是边务处处长，但边务处的业务工作完全是独立的，与盛世才没有任何关系，一切情报直接送到莫斯科。陈、武两人掌握了盛世才许多机密。参与接应中国工农红军西路军左支队入疆，奉派到哈密、巴里坤等地解决哈萨克族牧民向甘肃、青海的迁徙问题。1940年夏盛世才拉拢刘进中，“我既不相信苏联人，也不相信延安来的人，很担心延安派来的人做事不稳，私下活动太多”，要陈培生监视中共在新人员的活动，遭刘拒绝。盛世才通知陈培生停止工作，准备去莫斯科接受政治审查。1940年10月中旬带全家返回莫斯科后，才知道盛世才已向莫斯科揭发他是托洛茨基分子，是日本派驻新疆的特务组织的总头目。陈培生立即被苏方监禁。盛世才逮捕武佐军，庾毙。1942年2月盛世才组织了一个有30多人参加的“审判委员会”，要审判“杜重远阴谋暴动案”和“陈培生阴谋暴动案”，并复审“阿山案件”。“陈培生阴谋暴动案”又称“陈武案”，两年间，在新疆边务处工作的100多人几乎全部被盛世才逮捕处决。
后改名为刘进中。这是用他在天津监狱中拾到的难友身份证名字。那张“良民证”上的人姓刘，年35岁，职业是天津西马路军装被服厂会计，此人可能已被押送日本当苦力了。
1948年12月17日北平市委在保定召开了第一次会议，宣布了经中央批准的北平市委组织机构，同时宣布成立“中国人民解放军北平市公安局军事管制委员会”，刘进中任北平市公安局秘书长。按计划，1949年5月党中央正式进入北平。刘进中负责中央进驻北平市的治安与警卫工作。为确保万无一失，李克农向中央建议暂时住在香山；在征得中央同意后，李克农就和北平市公安局秘书长刘进中一起赶往香山双清别墅，亲自检查毛泽东住所。
中华人民共和国成立后，刘进中任外交学会副秘书长等职。 
1968年2月康生和追随者一起炮制了“康老2·4指示”，除了污蔑李克农外，还点名长期在李克农领导下的刘进中等是坏人。